# Mahindra

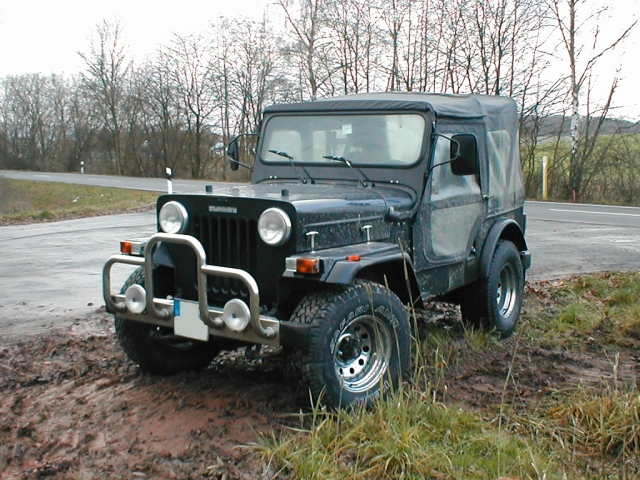
En Jeep-baserad terrängbil från Mahindra.

Mahindra är en indisk tillverkare av bilar, motorcyklar och andra motorfordon. Företaget, som har sitt säte i Bombay, grundades i det dåvarande Brittiska Indien 1945 under namnet Mahindra & Mohammed. Medgrundaren Ghulam Muhammad flyttade efter Indiens delning till Pakistan (där han blev landets första finansminister) och företaget heter numera Mahindra & Mahindra. Företaget är en del av det stora industrikonglomeratet Mahindra Group.
Företaget började med att licenstillverka Jeep. De tillverkar även bruksfordon och traktorer. Företaget har fabriker även i Kina och Storbritannien. Genom ett avtal med Renault licenstillverkar Mahindra sedan 2007 Dacia Logan som säljs under namnet Mahindra Renault Logan och således har företaget även tagit sig in på personbilsmarknaden.
I juni 2010 skrev Mahindra under en avsiktsförklaring om att köpa den koreanska biltillverkaren Ssangyong. Köpet gjordes i februari 2011.